# Nati nel 1944/Febbraio
| Questa pagina contiene informazioni ricavate automaticamente dalle voci biografiche con l'ausilio del template Bio e di un bot. L'aggiornamento è periodico e automatico e ricostruisce completamente la pagina. Se manca una persona in questa lista, sei pregato di non aggiungerla, ma accertati piuttosto che la sua voce biografica contenga il template Bio e che i dati anagrafici siano correttamente compilati. Se il template Bio manca, inseriscilo tu stesso o, in alternativa, metti l'avviso {{tmp\|Bio}} che ne segnala la mancanza. Se i dati riportati sono sbagliati, correggi direttamente la voce biografica; le modifiche saranno visibili in questa lista entro pochi giorni. Per chiarimenti vedi il progetto biografie. La lista contiene solo le 254 persone che sono citate nell'enciclopedia e per le quali è stato implementato correttamente il template Bio. Pagina aggiornata al 2 ago 2025. |

- 1º febbraio - Lucian Boia, storico e docente romeno
- 1º febbraio - Leo Burmester, attore statunitense († 2007)
- 1º febbraio - Arnaldo José Da Silva, calciatore portoghese († 1999)
- 1º febbraio - Mike Enzi, politico statunitense († 2021)
- 1º febbraio - Ramón Guardiola, ex cestista spagnolo
- 1º febbraio - Robert Higgs, economista statunitense
- 1º febbraio - Keith Mair, allenatore di pallacanestro e dirigente sportivo neozelandese
- 1º febbraio - Katsutoshi Nekoda, pallavolista e allenatore di pallavolo giapponese († 1983)
- 1º febbraio - Dick Snyder, ex cestista statunitense
- 1º febbraio - Ceyhan Yazar, ex calciatore turco
- 1º febbraio - Burkhard Ziese, allenatore di calcio tedesco († 2010)
- 2 febbraio - Jean-Claude Brondani, ex judoka francese
- 2 febbraio - Antonio Cantafora, attore italiano († 2024)
- 2 febbraio - Andrew Davis, direttore d'orchestra britannico († 2024)
- 2 febbraio - Antonio Garrido, golfista spagnolo
- 2 febbraio - Norbert Hof, calciatore austriaco († 2020)
- 2 febbraio - Geoffrey Hughes, attore britannico († 2012)
- 2 febbraio - Oscar Malbernat, allenatore di calcio e calciatore argentino († 2019)
- 2 febbraio - Ashraf Marwan, imprenditore, agente segreto e politico egiziano († 2007)
- 2 febbraio - Oqil Oqilov, politico tagiko
- 2 febbraio - Ratko Perić, vescovo cattolico croato
- 2 febbraio - Daniela Serpilli, ex nuotatrice italiana
- 2 febbraio - Mehrab Shahrokhi, calciatore iraniano († 1993)
- 3 febbraio - Danny Campbell, calciatore inglese († 2020)
- 3 febbraio - Gale Gillingham, giocatore di football americano statunitense († 2011)
- 3 febbraio - Trisha Noble, cantante e attrice australiana († 2021)
- 4 febbraio - El Anatsui, artista ghanese
- 4 febbraio - Serge Ducosté, calciatore haitiano († 2024)
- 4 febbraio - Gennadij Evrjužichin, calciatore sovietico († 1998)
- 4 febbraio - Primo Greganti, politico italiano
- 4 febbraio - Candida Höfer, fotografa tedesca
- 4 febbraio - Guy Manning, ex cestista statunitense
- 4 febbraio - Dan Mica, politico statunitense
- 4 febbraio - Keizo Morishita, pittore giapponese († 2003)
- 4 febbraio - Miklós Páncsics, calciatore ungherese († 2007)
- 4 febbraio - Carlo Secchi, economista e politico italiano
- 4 febbraio - Gary Smith, ex hockeista su ghiaccio canadese
- 4 febbraio - Tomaso Zanoletti, politico italiano
- 5 febbraio - Yōsuke Akimoto, doppiatore e attore giapponese
- 5 febbraio - Osvaldo Angeli, politico italiano
- 5 febbraio - John Beasley, cestista statunitense († 2022)
- 5 febbraio - James B. Cobb Jr., chitarrista, tastierista e cantante statunitense († 2019)
- 5 febbraio - Kemal Erdenay, ex cestista e allenatore di pallacanestro turco
- 5 febbraio - Ron Filipek, cestista statunitense († 2005)
- 5 febbraio - Piero Focaccia, cantante italiano
- 5 febbraio - Henfil, scrittore, disegnatore e umorista brasiliano († 1988)
- 5 febbraio - Heinz Hofmann, filologo classico tedesco
- 5 febbraio - Al Kooper, musicista statunitense
- 5 febbraio - Wim Kras, calciatore olandese († 2023)
- 5 febbraio - Dominique Lecourt, filosofo francese († 2022)
- 5 febbraio - Thekla Carola Wied, attrice tedesca
- 6 febbraio - Christine Boutin, politica francese
- 6 febbraio - Daniela Casa, cantante e compositrice italiana († 1986)
- 6 febbraio - Giorgio Guazzaloca, politico italiano († 2017)
- 6 febbraio - Arne Hanssen, ex calciatore norvegese
- 6 febbraio - Zenon Nowosz, ex velocista polacco
- 6 febbraio - Benjaminas Zelkevičius, allenatore di calcio e ex calciatore lituano
- 7 febbraio - Michael A. Andrews, politico statunitense
- 7 febbraio - Mario Ascheri, storico italiano
- 7 febbraio - Luiz Cláudio Menon, ex cestista brasiliano
- 7 febbraio - Mario Tullio Montano, schermidore italiano († 2017)
- 7 febbraio - Barrie M. Osborne, produttore cinematografico statunitense
- 7 febbraio - Agostino Saccà, giornalista, dirigente pubblico e produttore televisivo italiano
- 8 febbraio - Paolo Bertinetti, critico letterario, traduttore e anglista italiano
- 8 febbraio - Rodolfo Bianchi, produttore discografico, musicista e tecnico del suono italiano
- 8 febbraio - Steve Chubin, ex cestista statunitense
- 8 febbraio - Richard Durden, attore britannico
- 8 febbraio - Brian Farrell, vescovo cattolico irlandese
- 8 febbraio - Roger Lloyd Pack, attore britannico († 2014)
- 8 febbraio - Paul Long, ex cestista statunitense
- 8 febbraio - Michael P. Moran, attore e drammaturgo statunitense († 2004)
- 8 febbraio - Ryōsuke Ōhashi, filosofo giapponese
- 8 febbraio - Jaume Pujol Balcells, arcivescovo cattolico spagnolo
- 8 febbraio - Sebastião Salgado, fotografo e fotoreporter brasiliano († 2025)
- 8 febbraio - Bohuslav Svoboda, politico e medico ceco
- 8 febbraio - Alexander Vencel, allenatore di calcio e ex calciatore cecoslovacco
- 8 febbraio - Kansai Yamamoto, stilista giapponese († 2020)
- 8 febbraio - Jiří Zídek, cestista e allenatore di pallacanestro cecoslovacco († 2022)
- 9 febbraio - Franco Barbero, attore italiano
- 9 febbraio - Ian Broad, batterista britannico
- 9 febbraio - Manuela Carmena, politica, scrittrice e magistrata spagnola
- 9 febbraio - Franco Fanigliulo, cantautore italiano († 1989)
- 9 febbraio - Giancarlo Giomarelli, cantante, paroliere e compositore italiano († 2015)
- 9 febbraio - László Horváth, ex calciatore ungherese
- 9 febbraio - Gerard Vianen, ciclista su strada belga († 2014)
- 9 febbraio - Alice Walker, scrittrice, attivista e poetessa statunitense
- 9 febbraio - Ze'ev Zeltzer, allenatore di calcio e ex calciatore israeliano
- 10 febbraio - Peter Allen, cantautore e pianista australiano († 1992)
- 10 febbraio - Kurt Binder, fisico austriaco († 2022)
- 10 febbraio - Jean-Daniel Cadinot, regista e produttore cinematografico francese († 2008)
- 10 febbraio - Franco Carlini, giornalista e saggista italiano († 2007)
- 10 febbraio - Jochen Carow, ex calciatore tedesco orientale
- 10 febbraio - Giuseppe Chicchi, politico italiano
- 10 febbraio - Gérard Feldzer, aviatore francese
- 10 febbraio - Raffaele Lauro, politico e giornalista italiano
- 10 febbraio - Rosália Barbosa Vasconcelos, ex cestista brasiliana
- 11 febbraio - Bernie Bickerstaff, ex cestista, allenatore di pallacanestro e dirigente sportivo statunitense
- 11 febbraio - Buddhadeb Dasgupta, regista e sceneggiatore indiano († 2021)
- 11 febbraio - Bill Dearden, allenatore di calcio e ex calciatore inglese
- 11 febbraio - Jung Soseong, scrittore sudcoreano († 2020)
- 11 febbraio - Mike Oxley, politico statunitense († 2016)
- 11 febbraio - Bernard Romain, pittore e scultore francese
- 11 febbraio - Massimo Rosi, nuotatore italiano († 1995)
- 11 febbraio - Joy Williams, scrittrice statunitense
- 11 febbraio - Lordan Zafranović, regista e sceneggiatore croato
- 12 febbraio - Moe Bandy, cantante statunitense
- 12 febbraio - Pedro Ricardo Barreto Jimeno, cardinale e arcivescovo cattolico peruviano
- 12 febbraio - Claudia Mori, attrice, cantante e produttrice discografica italiana
- 12 febbraio - Charles Pasarell, ex tennista portoricano
- 13 febbraio - Romana Bianchi, politica italiana
- 13 febbraio - Michael Ensign, attore statunitense
- 13 febbraio - Giancarlo Galli, politico italiano
- 13 febbraio - Giuliano Giuman, pittore e scultore italiano
- 13 febbraio - Rebop Kwaku Baah, percussionista ghanese († 1983)
- 13 febbraio - Leone Manti, politico italiano († 2023)
- 13 febbraio - Jan Peszek, attore polacco
- 13 febbraio - Jerry Pettway, ex cestista statunitense
- 13 febbraio - Charles Spiteri, calciatore maltese († 2025)
- 13 febbraio - Jerry Springer, conduttore televisivo, politico e giornalista britannico († 2023)
- 13 febbraio - Stockard Channing, attrice statunitense
- 14 febbraio - Francesco Saverio Acito, politico italiano
- 14 febbraio - Carl Bernstein, giornalista e saggista statunitense
- 14 febbraio - Fabio Cerchiai, dirigente d'azienda e manager italiano
- 14 febbraio - Jacques-Alain Miller, psicoanalista francese
- 14 febbraio - Alan Parker, regista, sceneggiatore e produttore cinematografico britannico († 2020)
- 14 febbraio - Ronnie Peterson, pilota automobilistico svedese († 1978)
- 14 febbraio - Josip Pirmajer, calciatore jugoslavo († 2018)
- 14 febbraio - José Luis Rico, ex calciatore spagnolo
- 14 febbraio - Reginaldo Rossi, cantante e compositore brasiliano († 2013)
- 14 febbraio - Franco Vagneur, ex ciclocrossista italiano
- 14 febbraio - Jimmy Villotti, musicista italiano († 2023)
- 15 febbraio - John Armstead, attore e artista marziale irlandese
- 15 febbraio - Mick Avory, batterista britannico
- 15 febbraio - Joseph Dube, ex sollevatore statunitense
- 15 febbraio - Džochar Dudaev, militare e politico russo († 1996)
- 15 febbraio - Aleksandr Aleksandrovič Serebrov, cosmonauta sovietico († 2013)
- 15 febbraio - Henry Threadgill, compositore, sassofonista e flautista statunitense
- 16 febbraio - Gualtiero Bertelli, cantautore italiano
- 16 febbraio - Dieter Brenninger, ex calciatore tedesco
- 16 febbraio - Richard Ford, scrittore statunitense
- 16 febbraio - Regine Heitzer, ex pattinatrice artistica su ghiaccio austriaca
- 16 febbraio - Ondrej Hekel, sollevatore cecoslovacco († 2009)
- 16 febbraio - Sigiswald Kuijken, violinista, violista e direttore d'orchestra belga
- 16 febbraio - António Mascarenhas Monteiro, politico capoverdiano († 2016)
- 16 febbraio - Chauncey Steele III, ex tennista statunitense
- 17 febbraio - Francesco Gnerre, saggista, critico letterario e sociologo italiano († 2025)
- 17 febbraio - Idriz Hošić, ex calciatore jugoslavo
- 17 febbraio - Karl Jenkins, compositore e musicista gallese
- 17 febbraio - Milena Jindrová, cestista cecoslovacca († 2024)
- 17 febbraio - Neil Young, calciatore inglese († 2011)
- 18 febbraio - Franco Acampora, attore italiano
- 18 febbraio - Ubaldo Bartolini, artista italiano
- 18 febbraio - Angelo Bernabucci, attore italiano († 2014)
- 18 febbraio - Pat Bowlen, dirigente sportivo statunitense († 2019)
- 18 febbraio - Giovanni Console, ex calciatore italiano
- 18 febbraio - Volodymyr Levčenko, calciatore sovietico († 2006)
- 18 febbraio - Henry Newton, ex calciatore inglese
- 18 febbraio - Giorgi Sich'inava, ex calciatore sovietico
- 18 febbraio - Bill Turner, cestista statunitense († 2023)
- 19 febbraio - Gianfranco de Turris, giornalista, saggista e scrittore italiano
- 19 febbraio - Dan Fante, scrittore e commediografo statunitense († 2015)
- 19 febbraio - Donald F. Glut, scrittore, regista e attore statunitense
- 19 febbraio - Terrence Thomas Prendergast, arcivescovo cattolico canadese
- 19 febbraio - Kishio Suga, artista giapponese
- 20 febbraio - Yaakov Peri, politico israeliano
- 20 febbraio - Sandra Good, criminale statunitense
- 20 febbraio - Willem van Hanegem, allenatore di calcio e ex calciatore olandese
- 20 febbraio - Roger Knapman, politico britannico
- 20 febbraio - Ken Knighton, allenatore di calcio e ex calciatore inglese
- 20 febbraio - Adam Lisewski, schermidore polacco († 2023)
- 20 febbraio - Lew Soloff, trombettista, compositore e attore statunitense († 2015)
- 21 febbraio - Judit Bakk, cestista ungherese († 2021)
- 21 febbraio - Robin Blakelock, ex tennista britannica
- 21 febbraio - Mike Laughton, ex hockeista su ghiaccio canadese
- 21 febbraio - Peter Lee Lawrence, attore tedesco († 1974)
- 21 febbraio - Nojim Maiyegun, pugile nigeriano († 2024)
- 21 febbraio - Jorge Monjo, ex slittinista spagnolo
- 21 febbraio - Lajos Sătmăreanu, calciatore rumeno († 2025)
- 21 febbraio - Harald Sunde, allenatore di calcio e ex calciatore norvegese
- 22 febbraio - Sammy Betancourt, ex cestista portoricano
- 22 febbraio - Maurizio Blondet, saggista italiano
- 22 febbraio - Bernardino Busi, ex calciatore italiano
- 22 febbraio - Mark Charig, trombettista britannico
- 22 febbraio - Jonathan Demme, regista, produttore cinematografico e produttore televisivo statunitense († 2017)
- 22 febbraio - Maria Teresa Giaveri, francesista, traduttrice e saggista italiana
- 22 febbraio - Robert Kardashian, avvocato e imprenditore statunitense († 2003)
- 22 febbraio - Goose Ligon, cestista statunitense († 2004)
- 22 febbraio - Leandro Lucchetti, sceneggiatore e regista italiano
- 22 febbraio - Tom Okker, ex tennista olandese
- 22 febbraio - Philip Tagg, musicologo britannico († 2024)
- 22 febbraio - Nikola Špear, tennista jugoslavo († 2017)
- 23 febbraio - Pierre Aubé, storico francese
- 23 febbraio - Bernard Cornwell, scrittore britannico
- 23 febbraio - Séamus Freeman, vescovo cattolico irlandese († 2022)
- 23 febbraio - Florian Fricke, musicista tedesco († 2001)
- 23 febbraio - Oleg Ivanovič Jankovskij, attore russo († 2009)
- 23 febbraio - Richie Pietri, cestista portoricano († 1999)
- 23 febbraio - John Ryan, ex nuotatore australiano
- 23 febbraio - John Sandford, giornalista e scrittore statunitense
- 23 febbraio - Per Martin Sunde, ex sciatore alpino norvegese
- 23 febbraio - Johnny Winter, chitarrista e cantante statunitense († 2014)
- 24 febbraio - Nicky Hopkins, pianista inglese († 1994)
- 24 febbraio - José Luis Lacunza Maestrojuán, cardinale e vescovo cattolico spagnolo
- 24 febbraio - Sheila Larken, attrice statunitense
- 24 febbraio - Nico Orengo, scrittore, giornalista e poeta italiano († 2009)
- 24 febbraio - Ivica Račan, politico croato († 2007)
- 24 febbraio - David Wineland, fisico statunitense
- 24 febbraio - Valerij Zykov, ex calciatore sovietico
- 25 febbraio - Ed Adlum, regista, sceneggiatore e produttore cinematografico statunitense
- 25 febbraio - Roger Christian, regista e scenografo britannico
- 25 febbraio - François Cevert, pilota automobilistico francese († 1973)
- 25 febbraio - Antonio Damasio, neurologo, neuroscienziato e psicologo portoghese
- 25 febbraio - Matt Guokas, ex cestista, allenatore di pallacanestro e dirigente sportivo statunitense
- 25 febbraio - Suzanne Kosmas, politica statunitense
- 25 febbraio - Carlos Pachamé, allenatore di calcio e ex calciatore argentino
- 26 febbraio - Alberto Argenton, psicologo, pedagogista e artista italiano († 2015)
- 26 febbraio - Dossie Easton, scrittrice e psicoterapeuta statunitense
- 26 febbraio - Volodymyr Kaplyčnyj, calciatore sovietico († 2004)
- 26 febbraio - Michael Köhler, ex slittinista tedesco orientale
- 26 febbraio - Ronald Lauder, imprenditore statunitense
- 26 febbraio - Esteban Lazo, politico cubano
- 26 febbraio - Maria Creuza, cantante brasiliana
- 26 febbraio - Gianfranco Piccioli, produttore cinematografico, regista e sceneggiatore italiano († 2022)
- 26 febbraio - Hans-Joachim Plötz, ex tennista tedesco
- 26 febbraio - John Rahn, fagottista e compositore statunitense
- 26 febbraio - John Sleeuwenhoek, calciatore inglese († 1989)
- 26 febbraio - Mayo Thompson, musicista e artista statunitense
- 26 febbraio - Giovanni Viel, geologo, urbanista e politico italiano († 2009)
- 26 febbraio - Corrie Winkel, ex nuotatrice olandese
- 27 febbraio - Mal, cantante e attore britannico
- 27 febbraio - Alan Fudge, attore statunitense († 2011)
- 27 febbraio - Ken Grimwood, scrittore statunitense († 2003)
- 27 febbraio - Anita Höfer, attrice e doppiatrice tedesca
- 27 febbraio - Roger Scruton, filosofo britannico († 2020)
- 28 febbraio - Kelly Bishop, attrice e ballerina statunitense
- 28 febbraio - Agnes Dhu, ex cestista australiana
- 28 febbraio - Jean Gabilou, cantante francese
- 28 febbraio - Leonid Ivanov, cestista sovietico († 2010)
- 28 febbraio - Sepp Maier, ex calciatore e allenatore di calcio tedesco
- 28 febbraio - Wojciech Marczewski, regista e sceneggiatore polacco
- 28 febbraio - Pietro Milio, avvocato e politico italiano († 2010)
- 28 febbraio - Colin Nutley, regista inglese
- 28 febbraio - Giancarlo Savoia, ex calciatore italiano
- 28 febbraio - Storm Thorgerson, fotografo e designer britannico († 2013)
- 29 febbraio - Salvatore Aquino, mafioso italiano († 2025)
- 29 febbraio - Gilles Bensimon, fotografo francese
- 29 febbraio - Paolo Eleuteri Serpieri, fumettista italiano
- 29 febbraio - Ene Ergma, astrofisica e politica estone
- 29 febbraio - Dennis Farina, attore statunitense († 2013)
- 29 febbraio - Phyllis Frelich, attrice statunitense († 2014)
- 29 febbraio - Vincenzo Garraffa, politico e dirigente sportivo italiano
- 29 febbraio - Oleksandr Moroz, politico ucraino
- 29 febbraio - Luciano Rigato, ex calciatore italiano
- 29 febbraio - Ettore Sansavini, imprenditore italiano